# Japão nos Jogos Olímpicos de Inverno de 1952
O Japão competiu nos Jogos Olímpicos de Inverno de 1952, realizados em Oslo, Noruega.